# Tour Montfromery
La Tour Montfromery (de Montfrommery ou Montframmery) est une tour médiévale située à Fougères, en France.

## Localisation
Elle est située à l'entrée de la ruelle des Vaux et est longée sur son flanc nord par le boulevard de Rennes.

## Histoire
Datant du XVe siècle, cette grosse tour ronde fait partie de l'enceinte fortifiée de la ville haute, délimitant à l'orient la section septentrionale des remparts. Son appréhension visuelle a été faussée par la création du boulevard de Rennes au début du XIXe siècle ainsi que par la suppression des éléments défensifs qui la couronnaient. Elle porte le nom d'un connétable de la ville, de Beaucé de Montframmery, actif en 1473. Appelée également Tour Saint-Jacques et jouxtant autrefois une poterne dénommée Four d'Enfer, elle joint par sa courtine ouest la Tour Desnos tandis que celle méridionale conduisait autrefois à la Porte Roger disparue depuis 1770. Lors du siège de Fougères de 1488, une brèche sera ouverte en ses murs par l'artillerie des assiégeants, conduisant à la reddition de la place. Propriété d'un particulier, comme la majeure partie des remparts de la ville subsistants, elle vient d'être restaurée. La Tour Montfromery a été inscrite à l'inventaire supplémentaire des monuments historiques le 15 décembre 1926.